# Svetlana Nahtigal
Svetlana Nahtigal – mołdawska strzelczyni, wicemistrzyni świata juniorów.

## Kariera sportowa
Nahtigal raz zdobyła medal mistrzostw świata juniorów. Dokonała tego na zawodach w 1994 roku, gdy została indywidualną wicemistrzynią świata w pistolecie sportowym z 25 m. W tym turnieju lepsza od niej była wyłącznie Sławomira Szpek. Na tych samych mistrzostwach zajęła także 34. miejsce w pistolecie pneumatycznym z 10 m.
Startowała przynajmniej 3 razy w mistrzostwach Europy juniorów, jednak nie zdobyła indywidualnie żadnych medali. Była m.in. 14. w pistolecie sportowym z 25 m podczas mistrzostw Europy juniorów w 1994 roku.

## Wyniki

### Medale mistrzostw świata juniorów
Opracowano na podstawie materiałów źródłowych:
| Mistrzostwa   | Konkurencja             | Wynik    | Miejsce |
| ------------- | ----------------------- | -------- | ------- |
| Mediolan 1994 | Pistolet sportowy, 25 m | 572 pkt. |         |